# Supachai Chaided
Supachai Chaided (en tailandés: ศุภชัย ใจเด็ด; Pattani, 1 de diciembre de 1998) es un futbolista tailandés que juega en la demarcación de delantero para el Buriram United FC de la Liga de Tailandia.

## Selección nacional
Hizo su debut con la selección absoluta de Tailandia el 11 de octubre de 2018 en un encuentro amistoso contra Hong Kong que finalizó con un resultado de 3-0 a favor del combinado tailandés tras un gol de Philip Roller.

## Clubes
| Club                        | País      | Año       | Partidos | Goles |
| --------------------------- | --------- | --------- | -------- | ----- |
| Super Power Samut Prakan FC | Tailandia | 2016-2017 | 20       | 1     |
| Buriram United FC           | Tailandia | 2017-     | 285      | 84    |

## Palmarés
Buriram United
- Liga de Tailandia: 2017, 2018, 2021–22, 2022–23, 2023–24, 2024–25
- Copa FA de Tailandia: 2021–22, 2022–23
- Copa de la Liga de Tailandia: 2021–22, 2022–23
- Campeonato de Clubes Mekong: 2016
- Copa de Campeones de Tailandia: 2019